# The International Journal of Life Cycle Assessment
The International Journal of Life Cycle Assessment ist eine monatlich erscheinende begutachtete wissenschaftliche Fachzeitschrift, die seit 1996 von Springer herausgegeben wird. Chefredakteur ist Matthias Finkbeiner.
Die Zeitschrift publiziert Forschungsarbeiten zu Lebenszyklusanalysen und thematisch verwandten Methoden wie der Umweltbilanz von verschiedenen Produkten sowie zu deren konkreter Anwendung. Sie war die erste Zeitschrift, die sich ausschließlich derartigen Studien angenommen hat.
Der Impact Factor lag im Jahr 2016 bei 3,173, der fünfjährige Impact Factor bei 3,982. Damit lag die Zeitschrift beim zweijährigen Impact Factor auf Rang 63 von 229 Zeitschriften in der Kategorie „Umweltwissenschaften“ und auf Rang 18 von 49 Zeitschriften in der Kategorie „Umweltingenieurwissenschaften“.